# Active (navio)
Active é um navio veleiro do tipo bergantim com dois mastros e velas que desapareceu no Mar da Tasmânia em 1810.

## História
O Active foi utilizado como navio caçador de focas.  Em 11 de junho de 1809 sob o comando do Capitão John Bader o navio emborcou no porto da Baía de Westernport na Austrália.  O navio foi reflutuado e zarpou com destino ao porto de Sydney, chegando em 24 de julho. Foi consertado, incluindo a instalação de novos mastros.  Em 11 de dezembro de 1809 o Active, voltou a navegar com destino as Ilhas da Baía Open na costa oeste da Nova Zelândia. O grupo de caçadores de focas desembarcou na ilha em 16 de fevereiro de 1810, e o Active retornou para Sydney e nunca mais foi visto.
O grupo de caça de focas permaneceu em terra até ser resgatado em 1813 pelo navio Governor Bligh, chegando Sydney em 15 de dezembro de 1813.